# لئونید کوگان
لئونید کوگان (روسی: Леони́д Ко́ган؛ ۱۴ نوامبر ۱۹۲۴ – ۱۷ دسامبر ۱۹۸۲) موسیقی‌دان و نوازندهٔ برجسته ویولن اهل اتحاد جماهیر شوروی (اوکراین فعلی) بود. وی را یکی از بزرگترین نوازندگان مکتب ویولن‌نوازی روسی در قرن بیستم میلادی می‌دانند.
لئونید، دانش‌آموختهٔ کنسرواتوار دولتی چایکوفسکی مسکو بود. وقتی ۱۲ سال سن داشت، در حضور «ژاک تیبو» ویولن نواخت و ژاک تیبو، آیندهٔ درخشانی را برای وی پیش‌بینی کرد.
لئونید کوگان بابت فعالیت‌های هنری‌اش برندهٔ جوایز و افتخارات فراوانی شده‌است که از آن میان، می‌توان به نشان لنین و جایزه هنرمند مردمی اتحاد جماهیر شوروی اشاره کرد. او نوازنده‌ای مستعد و برجسته بود، اما شهرتش، تحت‌الشعاعِ شهرتِ «داوید اویستراخ» قرار گرفت که در آن روزگار، به‌شدت از سوی دولتِ اتحاد جماهیر شوروی حمایت و تبلیغ می‌شد.